# Mexiko i olympiska sommarspelen 1936
Mexiko deltog med 32 deltagare vid de olympiska sommarspelen 1936 i Berlin. Totalt vann de tre bronsmedaljer.

## Medaljer

### Brons
- Carlos Borja, Víctor Borja, Rodolfo Choperena, Luis de la Vega, Raúl Fernández, Andrés Gómez, Silvio Hernández, Francisco Martínez, Jesús Olmos, José Pamplona och Greer Skousen - Basket.
- Fidel Ortiz - Boxning, Bantamvikt.
- Juan Gracia, Julio Mueller, Antonio Nava och Alberto Ramos - Hästpolo.